# حب التجوال (رواية)
حب التجوال (بالإنجليزية: Wanderlust)‏، هي إحدى روايات الروائية الأمريكية دانيال ستيل، وهي من الروايات.

## نبذة قصيرة
تدور أحداث الرواية عن فتاة أمريكية تنشأ يتيمة في فترة الثلاثينيات تترك جدها المليونير واختها وتسافر حول العالم إلى أوروبا والصين وتعود إلى أمريكا ثم تذهب إلى شمال أفريقيا وخلال رحلتها تتعرض لويلات الحرب العالمية الثانية.